# Nevile Meyrick Henderson
Sir Nevile Meyrick Henderson, angleški diplomat, * 1882, † 1942.
Diplomatsko službo je nastopil leta 1905. Služil je v St. Petersburgu, Tokiu, Rimu, Nišu, Parizu (dvakrat), Konstantinoplu in v Kairu. Novembra 1929 je bil postavljen za britanskega poslanika v Beogradu. Tu je s kraljem Aleksandrom razvil zelo tesno osebno prijateljstvo, kar mu je omogočalo precej vpliva na kralja. Oktobra 1935 je bil napoten v Buenos Aires. Od aprila 1937 do septembra 1939 je bil ambasador v Berlinu. Bil je nagnjen, najočitneje v Beogradu in v Berlinu, k preveliki naklonjenosti do gostiteljske vlade. Velja za tesno povezanega s spravno politiko britanskega premiera Nevilla Chamberlaina do nacistične Nemčije. Januarja 1940 se je iz zdravstvenih razlogov upokojil in se posvetil pisanju svojih dveh diplomatskih spominov: Failure of a Mission (1940) in Water under the Bridges (1945).